# オリーブくん
オリーブくんは、香川県のマスコットである。1993年に開催された東四国国体において初めて登場した。

## 誕生まで
東四国国体（1993年、徳島県・香川県で開催）の香川県側のイメージキャラクターとして公募され、採用された。県の特産であるオリーブをモチーフとしている。

## 活躍場所
東四国国体の香川県側のマスコットキャラとしてデビュー。徳島県側のすだちくんと共に日本信販のクレジットカードやコカ・コーラの記念デザイン缶、記念切手などにデザインが描かれている。また、1991年に完成した高松市の観光案内所の屋上に設置されていた。
誕生から四半世紀以上を経て今なお根強い人気を誇るすだちくんとは対照的に、東四国国体の閉幕後は活動が無くなり、保管はされているものの、当時の写真も残っていない状態となり、明暗が分かれることとなった。

### 主なイベント
| 大会                              | 開催期日                                                                        | 特徴     |
| --------------------------------- | ------------------------------------------------------------------------------- | -------- |
| 第48回国民体育大会 （東四国国体） | 夏季大会（1993年9月5日 - 同年9月8日） 秋季大会（1993年10月24日 - 同年10月29日） | 初登場。 |